# Liste der Skigebiete in Neuseeland
In Neuseeland gibt es zahlreiche Wintersportgebiete.

## Skigebiete
| Foto  | Insel     | Skigebiet     | Resort                | Pistenlänge in km | Anmerkungen     |
| ----- | --------- | ------------- | --------------------- | ----------------- | --------------- |
|       | Nordinsel | Mount Ruapehu | Tukino                |                   |                 |
|       | Nordinsel | Mount Ruapehu | Turoa                 |                   | 500 Hektar groß |
|       | Nordinsel | Mount Ruapehu | Whakapapa Skiefield   |                   | 550 Hektar groß |
|       | Nordinsel | Taranaki      | Manganui              |                   |                 |
|       | Südinsel  | Canterbury    | Awakino               |                   |                 |
| 100px | Südinsel  | Canterbury    | Craigieburn Range     |                   |                 |
|       | Südinsel  | Canterbury    | Fox Peak              |                   |                 |
|       | Südinsel  | Canterbury    | Hanmer Springs        |                   |                 |
|       | Südinsel  | Canterbury    | Mount Dobson          |                   |                 |
|       | Südinsel  | Canterbury    | Mount Hutt            |                   |                 |
|       | Südinsel  | Canterbury    | Mount Lyford          |                   |                 |
|       | Südinsel  | Canterbury    | Mount Potts           |                   |                 |
|       | Südinsel  | Canterbury    | Ohau                  |                   |                 |
|       | Südinsel  | Canterbury    | Porters               |                   |                 |
|       | Südinsel  | Canterbury    | Roundhill             |                   |                 |
|       | Südinsel  | Canterbury    | Tasman Glacier        |                   |                 |
|       | Südinsel  | Canterbury    | Temple Basin          |                   |                 |
|       | Südinsel  | Nelson Lakes  | Rainbow Ski Area      |                   |                 |
|       | Südinsel  | Otago         | Invincible Snowfields |                   |                 |
|       | Südinsel  | Otago         | Coronet Peak          |                   |                 |
|       | Südinsel  | Otago         | The Remarkables       |                   |                 |
|       | Südinsel  | Otago         | Wanaka                |                   |                 |